# Vassos Lyssaridis
Vassos Lyssaridis (Pano Lefkara, 13 de mayo de 1920-Nicosia, 26 de abril de 2021) fue un político chipriota.

## Biografía
Estudió medicina en la Universidad de Atenas. En 1969 fundó el EDEK, del cual fue el presidente hasta 2002. Entre 1985 y 1991 fue presidente del Parlamento de Chipre.  
Durante muchos años ejerció la poesía. Su labor como poeta en el ámbito de habla hispana ha sido recogida en el libro Vasos Lyssaridis; Estaré aquí, Poemas. Libro traducido del griego por Guadalupe Flores Liera.